# Can Pelat
Can Pelat és una masia de l'Esquirol (Osona) inclosa a l'Inventari del Patrimoni Arquitectònic de Catalunya.

## Descripció
Masia de planta rectangular (11x8) coberta a dues vessants amb el carener paral·lel a la façana situada a ponent. Presenta un gra annexa modern que és l'actual habitatge. Les obertures, la majoria emmarcades de totxo, no presenten cap eix de composició. La façana principal presenta un porxo al primer pis i un portal d'arc escarser de totxo. Els escaires de l'edifici són també de totxo.

## Història
Masia clàssica del segle xviii. Tenia una llinda datada «Joseph Mascaró masia 1767 me facit». S'anomena també mas Mallarigues.